# ژولیوس آرتور نیوولند

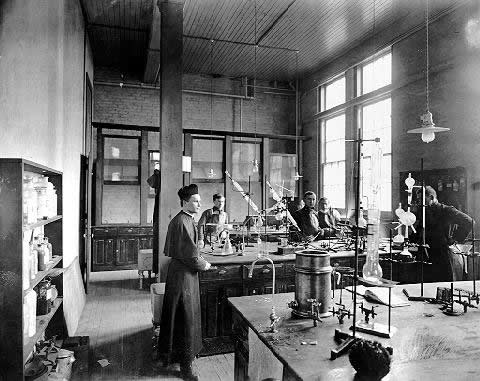
ژولیوس آرتور نیوولند کارهای اولیه را روی واکنش‌های اساسی شامل وینیل استیلن انجام داد که بعداً توسط شیمی‌دان‌های پس از او برای ایجاد لاستیک مصنوعی، نئوپرن استفاده شد. (۱۹۳۱)

ژولیوس آرتور نیوولند (Julius Aloysius (Arthur) Nieuwland) (زادهٔ ۱۴ فوریه ۱۸۷۸ – درگذشتهٔ ۱۱ ژوئن ۱۹۳۶) کشیش بلژیکی و استاد درس شیمی و گیاه‌شناسی در دانشگاه نوتردام بود. او به دلیل تلاش‌هایش در پژوهش بر روی استیلن و کاربرد آن برای تولید نوعی لاستیک مصنوعی شناخته شده است. تحقیقات او در نهایت منجر به ساخت نئوپرن در دوپون شد.

## زندگی
پدر و مادر نیوولند در ۱۸۸۰ از نول، بلژیک به ساوث بند در ایندیانا مهاجرت کردند. او در دانشگاه نوتردام، لاتین و یونانی فراگرفت. پس از آن خیلی زود مطالعات کشیش شدن را آغاز کرد در نهایت در دانشگاه کاتولیک آمریکا گیاه‌شناسی و شیمی آموخت. در هنگام کار بر روی پایان‌نامه اش در زمینهٔ شیمی استیلن، ترکیب شیمیایی لوئیزیت را کشف کرد که بعدها این ماده در صنایع جنگی بکار گرفته شد.
او پس از دریافت مدرک دکتری خود به دانشگاه نوتردام بازگشت و تا سال ۱۹۳۶ به تدریس گیاه‌شناسی و بعد شیمی آلی پرداخت. او از سال ۱۹۰۹ تا ۱۹۳۴ ویراستار مقالات یک مجلهٔ علمی بود.
نیوولند در ۵۸ سالگی از دنیا رفت و نزدیک نوتردام به خاک سپرده‌شد.